# Dassault Mirage III
Dassault Mirage III  je francosko enomotorno nadzvočno lovsko letalo. Razvilo ga je v 1950ih podjetje Dassault. Mirage III je prvo evropsko bojno letalo, ki je preseglo Mach 2 v horizontalnem letu. 
Proizvajali so ga v Franciji in v drugih državah, v nekaterih primerih tudi ne licenčno. Zgradili so 1442 letal in ga uporabljali po številnih državah po svetu. Največji uporabnik so Pakistanske letalske sile s 75 letali. 
Na podlagi tega letala so razvili Dassault Mirage IIIV, Dassault Mirage 5 in Atlas Cheetah
Načrtovanje družine letal Mirage III se je začelo leta 1952. Francoska vlada je hotela lahko, vse-vremensko prestrezniško lovsko letalo, ki bi doseglo višino 18000 metrov v šestih minutah in bi doseglo hitrost Mach 1,3.
Dassault je na razpis odgovoril z Mystère-Delta 550, ki sta ga poganjala dva turboreaktivna Armstrong Siddeley MD30R Viper z dodatnim zgorevanjem. Imel je tudi raketni motor na tekoče gorivo SEPR, ki je proizvajal dodatnih 3300 funtov potiska. Letalo je imelo delta krilo brez repa. Ta konfiguracija je imela številne omejitve, odsotnost horizontalnega stabilizatorja je pomenila, da ni mogoče uporabiti zakrilc. Zato je bil vzletna in pristajalna hitrost visoka, kar je pomenilo uporabo dolge steze. Imelo je tudi omejeno manevrirnost, je pa bilo robustno in je lahko doseglo visoke hitrosti. 
Mystère-Delta je prvič poletel 25. junija 1955. Potem so letalo predelali, spremenil rep, dodali dodatno zgorevanje in raketni motor in spremenili oznako v Mirage I. Leta 1955 je dosegel Mach 1,3 v horizontalnem letu in z raketnimi motorji Mach 1,6. Mirage I je imel zelo majhen bojni tovor.
Dassault je potem razmišljal o večji verziji Mirage II z dvema turboreaktivnima motorja Turbomeca Gabizo, vendar niso zgradili prototipa. 
Razvili so nov koncept, ki je bil 30% večji od Mirage I in je imel za pogon en motor SNECMA Atar z dodatnim zgorevanjem. Atar je imel aksialni tok in je bil razvit iz BMW 003. Nov lovec je dobil oznako Mirage III. Mirage III je prvič poletel 17. novembra 1956. Kmalu je dosgel hitrost Mach 1,52 in pozneje Mach 1,8. Mirage III je za prebijanje zvočnega zidu potreboval dodatno zgorevanje, vendar ko je enkrat letel nadzvočno, če je pilot držal 100% suhega potiska brez dodatnega zgorevanje je letalo zaradi odličnih aerodinamičnih lastnosti lahko obdržalo hitrost križarjenja večjo od hitrosti zvoka.

## Tehnične specifikacije (Mirage IIIE)
Podatki iz Encyclopedia of World Military Aircraft
Splošne karakteristike
- Posadka: 1
- Dolžina: 15,03 m (49 ft 3½ in)
- Razpon kril: 8,22 m (26 ft 11⅝ in)
- Višina: 4,50 m (14 ft 9 in)
- Površina kril: 34,85 m² (375 ft²)
- Teža praznega letala: 7050 kg (15600 lb)
- Naložena teža: 9600 kg (21164 lb)
- Maks. vzletna teža: 13700 kg (30203 lb)
- Pogon letala: 1 × SNECMA Atar 09C turboreaktivni motor
  - Potisk motorjev (suh): 41,97 kN (9436 lbf)
  - Potisk motorjev z dodatnim zgorevanjem: 60,80 kN (13668 lbf)

 Zmogljivost 
- Maks. hitrost: Mach 2,2 (2350 km/h, 1268 vozlov, 1460 mph) at 12000 m (39370 ft)
- Bojni radij: 1200 km (647 nmi, 746 mi)
- Največji doseg: 4000 km (2152 nmi, 2486 mi)
- Višina leta: 17000 m (55775 ft)
- Hitrost vzpenjanja: 83 m/s+ (16405 ft/min)

Oborožitev

- Strelno orožje: 2× 30 mm (1.18 in) DEFA 552 topova, vsak z 125 naboji
- Rakete: 2× Matra JL-100 (z 19x SNEB 68 mm raketami) rakete in odrgljiv rezervoar (250 l)
- Izstrelki: 2× AIM-9 Sidewinder ali Matra R550 Magics, 1× Matra R530,
- Bombe: 4000 kg (8800 lb) tovora na 5 zunajih nosilcih, možnost tudi jedrske bombe AN-52

- Mirage III C
- Mirage III E